# Devin Smith
Pour les articles homonymes, voir Smith.
Devin Smith, né le 12 avril 1983 à New Castle, Delaware, aux États-Unis, est un joueur américain de basket-ball. Il évolue au poste d'ailier.

## Carrière
Smith est nommé dans la meilleure équipe-type de l'EuroCoupe (All-Eurocup First Team) en 2009-2010 alors qu'il joue au Panellinios Athènes, club qui atteint la finale à quatre de la compétition. La saison suivante, il est encore dans la meilleure équipe-type de l'EuroCoupe en jouant avec le Benetton Trévise qui atteint la finale à quatre. Il est aussi nommé meilleur joueur de la 5e journée du Top 16 avec une évaluation de 47,.
En février 2013, il est nommé meilleur joueur de la 8e journée du Top 16 de l'Euroligue avec une évaluation de 28 (19 points à 5 sur 6 à trois points et 8 rebonds), en même temps que Roko Ukić et Luka Žorić. Il est aussi élu meilleur joueur du mois de mars de la compétition.
Smith est nommé meilleur joueur du mois de décembre 2014 en Euroligue. Il est aussi nommé meilleur joueur de la 14e journée du Top 16 (ex æquo avec Boban Marjanović). Smith marque 28 points, son record en carrière, à 7 sur 10 à trois points et prend 7 rebonds dans la victoire du Maccabi contre l'ALBA Berlin. En avril, Smith prolonge son contrat avec le Maccabi jusqu'à la fin de la saison 2017-2018.
En septembre 2017, il arrête sa carrière professionnelle après un diagnostic médical le considérant comme inapte à la pratique du basket-ball.

## Palmarès

### Club
- Vainqueur de Euroligue 2014.